# Стасюк Лілія Сергіївна
Лілія Сергіївна Стасюк (нар. 29 серпня 1988, Хмельницький) — українська письменниця, сценаристка, громадська діячка, член КЛУ, видавниця, голова правління ЛТС «Елітер».
Лілія Стасюк на сайті IMDb (англ.)
Авторка книг: «Серце янгола» (2020 р.), «Цукерки долі» (2021 р.), «Останні хвилини. Життя» (2024 р.), «Last Moments» (2024 р.), «Усмішка» (2025 р.).
З середини 2024 року пробує себе в сценаристиці. Авторка англомовних сценаріїв:
Пілотний телевізійний сценарій «But what if?» 2025 став чвертьфіналістом конкурсів «PAGE International Screenwriting Awards» та «BlueCat Screenplay Competition»; 
Повнометражні: «In Spite of Destiny» 2024 став чвертьфіналістом «The WeScreenplay Feature Competition»;
«Better if you were a bastard!» 2024; «Scream Inside Out» 2025; «A fifth wheel» 2025;
Короткометражні: «Whose Son Must Die» 2024; «Am I to kiss the earth too?!» 2025.
Публікувалася в альманахах «Медобори-4», «Медобори-5», циклі альманахів до 1020 річчя Хрещення Київської Русі, «Будьмо», «Озброєні словом», Антології сучасної новелістики на лірики (2010–2012), Хрестоматії вихователя ДНЗ, колективній збірці «Кольорові дороги», «Життя холоне на льоту» та інших.
Співредактор циклу альманахів «Lithium» (2010-2012). 
Організатор й упорядник циклів альманахів «Lira» (2011-2012), «Vintage» (2013-2014), «Софія» (2014), «Берегиня» (2014), «Листи до Миколая» (2014), «Сила почуттів» (2015), «Мати» (2015), «Дух землі» (2015), «Антологія сучасної української літератури» (2015), «Магія кохання» (2016), «Сонячна палітра» (2016), «Україні присвячується…» (2016), «Енциклопедія сучасної літератури» (2016), «Галактика любові» (2017), «Скарбниця мудрості» (2017), «Серце Європи» (2017), «Я дякую тобі…» (2017), «Думки романтика» (2018), «Колиска роду» (2018), «З Україною в серці» (2018), «Гармонія» (2018), «Так ніхто не кохав» (2019), «Оберіг» (2019), «Моя Батьківщина» (2019), «Натхнення» (2019), «Усі мої думки тобі» (2020), «Заграва» (2020), «Дивокрай» (2020), «Політ моїх думок» (2020), «Сузір’я» (2020), «Ти і я» (2021), «Візерунки» (2021), «Завжди зі мною» (2021), «Горизонти» (2021), «Наш край» (2021), «Книга з ароматом кави» (2021), «Осінні барви» (2021), «Веселих свят» (2021), «Коханим» (2022), «Відродження» (2022), «Симфонія літа» (2022), «Вишиванка» (2022), «В обіймах осені» (2022), «Калейдоскоп думок» (2022), «Для тебе» (2023), «Роздуми» (2023), «Відображення» (2023), «Стихія» (2023), «Незламні» (2023), «Оксамитова пора» (2023), «Затишок» (2023), «Обійми» (2024), «Мереживо рядків» (2024), «Вир думок» (2024), «Творити в часи війни» (2024), «Безмежні обрії» (2024), «Слова, що малюють світ» (2024), «Осінній реверанс» (2024), «За крок до зими» (2025), «Магія твого дотику» (2025), «Пробудження весни» (2025), «Перлини душі» (2025), «Фантазія» (2025).
У 2011 році виступила співзасновницею Літературної творчої спілки «Елітер», в межах якої організувала творчі проєкти «Підняти Українську книжку», «Ближче до людей», альманах «Свою Україну любіть», детальніше про які можна дізнатись на сайті спілки eliter.org.ua
2012 року заснувала власне видавництво для того, аби допомогти авторам дешево швидко і якісно видавати власні книги та колективні збірки. Того ж року організувала всеукраїнський творчий конкурс «Усі ми родом з дитинства».
У 2013 році реалізувала всеукраїнський літературний конкурс «100 творів, які варто прочитати цього літа», за результатами якого було видано однойменний альманах.
Станом на 2025 рік у видавництві книг «Лілія» видано понад 1400 найменувань книг.
Зокрема, у видавництві книг «Лілія» видавали свої книги:
- Наталя Мазур «Душа на кінчику пера» 2012 р., «Мокре сонечко» 2012 р.;
- Ярослав Дзісяк «Серед гомону вітру між трав» 2012 р.;
- Олександр Бригас «П’ятдесят кроків до серця» 2012 р., «Гіркі заробітки» 2016 р.;
- Василь Юдов «Золотень» 2013 р.;
- Наталія Осипчук «Ваш вихід, Дарино Романівно!» 2013 р., «Осінь. До запитання…» 2013 р., «Мишко починає й виграє» 2015 р., «Салют із метеликів» 2016 р., «Нас чекають у Щасливому» 2017 р., «Святили яблука на Спаса» 2023 р.;
- Микола Пшеничний «ПРОЩАЙ, УБОГИЙ КОС-АРАЛЕ…» 2018 р., «Віче під калиною» 2020 р., «65 доль у моїй долі» 2020 р.;
- Наталія Данилюк «Кульбабова віхола» 2013 р.;
- Галина Корицька «Радощі спілого літа» 2022 р.;
- Анатолій Криловець «Квітка щастя» 2014 р., «Запрошення до Африки» 2016 р.;
- Грицан-Чонка Тетяна «Резонанс на білих долонях листа» 2013 р.;
- Обшарська Раїса «Танці на крилі яструба» 2014 р.;
- Бойчук Ігор «Сила слів» 2014 р.;
- Іськова-Миклащук Олена «Рветься душа у небо» 2014 р.;
- Шевернога (Каменєва) Маргарита «Луна» 2014 р.;
- Рибачук-Прач Галина «Вірю, надіюсь, молюсь…» 2014 р.;
- Яцура Людмила «Калини передзвін» 2015 р.;
- Литовченко Галина «Далеке літо» 2014 р., «Криниця пам'яті» 2015 р., «Зависла в небі срібна пектораль» 2016 р., «Далеке літо-2» 2017 р.;
- Онацька Галина «Незримий шлях моєї долі» 2016 р., «Попереду — життя» 2016 р., «Весна не може не прийти» 2017 р., «Спиніть війну!» 2017 р., «Іволзі весна наснилась» 2017 р.;
- Пономаренко Єва «Калинова гілочка народу» 2017 р., «Заграй, сопілочко!» 2017 р., «Впаде роса на суховії» 2017 р., «Острівці мого болю» 2020 р.
- Чередниченко Віктор «Що на світі найкрутіше, або За миттю навздогін», «Динозавр на ковзанах», «Юрчик-Райдуга», «Я знаю твою таємницю, або Вітлик з Альціони», «Ельзочка та Чико», «Стежкою посеред хвиль»;
- Рибар Тетяна «Дзиґар» 2018 р., «Високе місце» 2018 р.;
- Войт Петро «Джерела України» 2019 р., «По стерні босоніж» 2020 р., «Там, де ангел ходить босим» 2021 р.,«Посіяне — вродить» 2022 р.,«Хто ти є, Україно?» 2023 р.,«Україна родом із села» 2024 р.,«Бабусина скриня (від хати до свята)» 2024 р.;
- Єгорова Богдана «Пошук» 2021 р.;
- Лесіна Юлія «Щоденник на снігу» 2021 р.;
- Луняк Євген «Ляпаси» 2022 р.;

Одружена, виховує сина і доньку.

## Участь у встановленні рекорду України

Сертифікати про участь в рекорді

7 червня у Міжрегіональній Академії Управління персоналом у місті Києві відбулася знакова подія: фіксація двох всеукраїнських рекордів у національному реєстрі рекордів України, встановлених у творі «Босорка», написаному у новітньому жанрі «Колективний літературний печворк». Суть проєкту полягала у тому, що 228 авторів написали твір-печворк на 2833 сторінки, де всебічно розкрили ключового персонажа – карпатську відьму босорку. На реєстрацію рекорду приїхало чимало авторів зі всієї України. Зокрема у заході взяла участь і авторка з Хмельницького - письменниця Лілія Стасюк (її розповідь «Загублена «Книга Мудрості» опублікована в першому томі) У підсумку «Босорка» здобула два рекорди: «Найбільший колектив авторів електронної книги» та «Найбільша кількість сторінок електронної книги». Організатор рекорду, автор гротескно-сатиричних творів, винахідник новітнього літературного жанру «Колективний літературний печворк» Батура Сергій